# Bergskär (Sottunga, Åland)
Bergskär är en ö på Åland (Finland). Den ligger i Skärgårdshavet och i kommunen Sottunga i landskapet Åland, i den sydvästra delen av landet. Ön ligger omkring 46 kilometer öster om Mariehamn och omkring 230 kilometer väster om Helsingfors. Den ligger i den södra delen av kommunen, 4,5 km sydväst om Husö och 3 km väster om Kyrkogårdsö i Kökar kommun. Närmsta bebodda ö är Hästö en dryg kilometer norrut. Öns area är 12,9 hektar och dess största längd är 0,7 kilometer i nord-sydlig riktning.
Bergskär har Skattskär i öster, Långskär i norr, Gåshäran i väster och Styrskär i söder. Terrängen på Bergskär är platt, högsta punkten är drygt 10 meter över havet. Vegetationen består av ljung, en, tall, rönn, björk och al. Bergskär är obebyggd.